# Amy Macdonald
Amy Macdonald (Bishopbriggs, 1987. augusztus 25. –) skót énekesnő és dalszerző. 2007-ben jelent meg első albuma This Is the Life címmel, amiből több mint 3 millió példányt adtak el világszerte. Első kislemeze, a Poison Prince ugyanezen év májusában debütált. Több neves európai fesztiválon is fellépett.

## Élete
Amy Macdonald a bishopbriggsi középiskolába járt. Miután 2000-ben meghallotta a Travis Turn című számát egy fesztiválon, önszorgalomból megtanult játszani édesapja gitárján, hogy a számot maga is elő tudja adni. Tizenöt évesen kezdett el nyilvános fellépéseket vállalni glasgow-i kocsmákban és kávézókban. A NME magazin egyik hirdetésére – egy dalszövegírók kiírta pályázatra – beküldött egy bemutató lemezt, ami azonnal felkeltette Pete Wilkinson dalszövegíró figyelmét. Wilkinson nemcsak a lemezen hallható dalok szövegét, de az énekhangot is dicsérte. Wilkinson és Amy Macdonald együtt készítettek el egy újabb bemutató lemezt, ami már több lemezkiadó céget is érdekelt. A szerződést 2007-ben írták alá a Vertigo Records vállalattal.

## Karrier
Skót származása ellenére hangját részben írnek írják le, és a szintén ír származású Dolores O’Riordanéhoz hasonlítják a The Cranberriesből. Kicsit fiúsnak vallja magát. Myspace-es blogjában kocsikat említ, és állítása szerint szereti a videojátékokat.
Amy az első előadó, akinek a kislemeze bekerült a Bebo/iTunes "A hét ingyen kislemeze" programjába. Az ingyen kislemez „Youth of Today” volt, amit Amy 15 évesen írt. Több brit és külföldi show-ban lépett fel, mint például a The Album Chart Show, Loose Women, Friday Night Project, Taratata (Franciaország), és a This Morning. Szintén megnyerte a legjobb új előadó díját a Silver Clef Awards-on.
Fellépett olyan fesztiválokon, mint a Glastonbury, Hyde Park, T in the Park, és V Festival.
15 évesen kezdett akusztikus fellépéseket adni. Hatással voltak rá többek között a Travis, Pete Doherty, és a The Libertines. A különböző európai előadások után fesztiválokon játszott, mint például a V Fest 2008 nyarán.
2008-ban Amy eljegyezte magát a Falkirk csatárával, Steve Lovell-lel.

## This Is the Life (2007)
„This Is the Life” című debütáló albuma 2007-ben jelent meg. Az album egy hét alatt az Egyesült Királyság 1. albuma. Debütálásakor a 2. lett, majd a harmadik héten a 4., illetve a 6. helyet nyerte el. Az album első kislemeze, a „Poison Prince” limitált kiadásban jelent meg. A második kislemez a „Mr. Rock and Roll” Amy első top 40-es kislemeze lett, a 12. helyen az Egyesült Királyságban. Azonban a harmadik kislemez 48. helyével lemaradt a top 40-ről, de 5. lett a skót kislemez charton. A negyedik, egyben legsikeresebb kislemeze, a „This Is the Life” a 28. lett az Egyesült Királyságban, de első helyen végzett öt európai országban. A kislemez platina lett Németországban és Belgiumban, Spanyolországban és Svájcban pedig arany. Az ötödik kislemez, a Run szintén rosszabb helyen végzett, csak a 75. helyet nyerte el. Az album 2,5 millió számban kelt el világszerte.

## A Curious Thing (2010)
Macdonald 2009-ben kezdett el dolgozni második stúdióalbumán. Twitterén megemlítette, hogy írja a számokat az új albumához, és pár hálószoba demót is felvesz. „Néhány hang bámulatos és elintéztük, hogy pár kedvenc művészem dolgozzon rajtuk, de várnotok kell, hogy lássátok.” A második album, a „A Curious Thing” 2010. március 8-án jelent meg.
Ezelőtt egy héttel, 2010. március 1-jén jelent meg az első kislemez, a „Don't Tell Me That It's Over”. Az Egyesült Királyság rádióinál a kislemez már január 11-én megjelent. Amy előadta az új kislemezt Simon Mayo Show on BBC radio 2-n még aznap. A „Don't Tell Me That It's Over” olyan országok rádióiban jelent meg, mint az Egyesült Királyság, Svájc, Németország és Franciaország. Az album második kislemeze 2010. május 10-én jelent meg digitálisan letölthető formában Spark néven. Amy Macdonald megerősítette, hogy 2010-ben turnét tervez az Egyesült Királyságban és Európa más részein.
Az album harmadik kislemeze a „This Pretty Face” 2010. július 19-én jelent meg. Az énekesnő megerősítette, hogy elkezdi a turnéját, melynek a neve The Love Love Tour lesz.

## Life in a Beautiful Light (2012)
Macdonald harmadik albuma, a Life in a Beautiful Light 2012. június 11-én jelent meg. Az albumról három szám kislemezen is megjelent: A "Slow It Down", a "Pride" és a "4th of July".
2012. június 2-án a lengyel X-Faktor második évadának döntősével, a The Chance nevű lánycsapattal együtt énekelte el a "Slow It Down" című számát.

## Díjak és jelölések
2008 decemberében a Daily Record megszavazta Amy-t az Év skót emberévé.
A német Echo Awards-on a U2-val lépett fel, és megkapta a Legjobb nemzetközi női előadó díjat.
Megkapta a Legjobb nemzetközi új előadó díját és fellépett a díjátadón a This Is the Life-fal.
A Tartan Clef Awards-on megnyerte a Legjobb új előadó díját.
A Silver Clef Awards-on megnyerte a Legjobb új előadó díját.
A Swiss Music Awards-on megnyerte a Legjobb nemzetközi album és a Legjobb nemzetközi szám díjat.

## Fordítás
- Ez a szócikk részben vagy egészben  az   Amy Macdonald című angol Wikipédia-szócikk fordításán alapul.  Az eredeti cikk szerkesztőit annak laptörténete sorolja fel. Ez a jelzés csupán a megfogalmazás eredetét és a szerzői jogokat jelzi, nem szolgál a cikkben szereplő információk forrásmegjelöléseként.

## Külső hivatkozások
- Amy Macdonald hivatalos honlapja (angolul)